# Thomas Eder (Literaturwissenschaftler)
Thomas Eder (* 18. April 1968 in Linz) ist ein österreichischer Literaturwissenschaftler, Lehrbeauftragter am Institut für Germanistik der Universität Wien und Literaturvermittler.

## Forschung
Eders Forschungsschwerpunkte sind die österreichische Literatur des 20. Jahrhunderts, Literaturtheorie und Sprachphilosophie, literarische Moderne und Dichtung der Avantgarde; Verhältnis von Epistemologie, Dichtung und Naturwissenschaft; Kognitive Poetik.
Abgeschlossene Forschungsprojekte sind die Edition der Briefe Heimito von Doderers an Dorothea Zeemann und das FWF-Projekt „Konkrete Dichtung und Mimesis“ am Österreichischen Literaturarchiv der Österreichischen Nationalbibliothek.
Sein Habilitationsprojekt „Kognitive Literaturwissenschaft. Eine kritische Bestandsaufnahme“ soll das junge literaturwissenschaftliche Paradigma der Anwendung kognitionswissenschaftlicher Erkenntnisse auf die Betrachtung von Literatur kritisch darstellen. In Fallstudien wird zudem anhand von expliziten oder implizit zugrundeliegenden Poetologien zu Werken der Dichtung und Prosa seit dem ausgehenden 18. Jahrhundert dem Verhältnis von Poesie und „Bewusstsein“ respektive Poesie und „Geist“ nachgegangen werden. Der interdisziplinäre Untersuchungsrahmen ist durch drei Disziplinen abgesteckt: Kognitionswissenschaft, Analytische Philosophie des Geistes und Literaturwissenschaft.

## Sonstige Tätigkeiten
Seit 1999 ist Eder Redaktionsmitglied der Zeitschrift Wespennest (Rezensionsteil), seit 2003 leitet er die Sparte Literatur  im Kunsthaus Mürzzuschlag.

## Buch-Veröffentlichungen
Monographien
- „Unterschiedenes ist / gut.' Reinhard Priessnitz und die Repoetisierung der Avantgarde“. München: Wilhelm Fink 2003 (ISBN 3-7705-3813-7);
- „Erkenntnis und Irrtum. Werk und Leben von Reinhard Priessnitz“. Endbericht eines Forschungsprojektes aus dem Jubiläumsfonds der Österreichischen Nationalbank (2 Bände). Wien 1999 (zus. 410 Seiten)
- „Reinhard Priessnitz. Eine summarische Biographie in Gesprächen, Briefen und Analysen“. Endbericht eines Forschungsprojektes aus dem Jubiläumsfonds der Österreichischen Nationalbank (2 Bände). Wien 2007 (zus. ca. 640 Seiten)

Herausgegebene Bücher
- „Reinhard Priessnitz: texte aus dem nachlass“. Hrsg. v. Ferdinand Schmatz unter Mitarbeit von Thomas Eder. Graz, Wien (edition neue texte/Droschl) 1994 (254 Seiten)
- „Schluß mit dem Abendland! Der lange Atem der österreichischen Avantgarde“. (Hrsg. m. Klaus Kastberger). Wien: Zsolnay 2000 (160 Seiten); darin der Aufsatz: „Kunst – Revolution – Erkenntnis. Oswald Wiener und ZOCK“. S. 60–80.
- „Drehpunkte zwischen Poesie und Poetologie“. (Hrsg. gem. m. Christian Steinbacher). Linz, Wien (Blattwerk) 2000. (364 Seiten)
- Rampe-Sondernummer Heimrad Bäcker (Hrsg. gem. m. Klaus Kastberger), Linz: Rudolf Trauner Verlag / Institut f. Kulturförderung der oö. Landesregierung 2001. (99 Seiten)
- Heimrad Bäcker. Katalog der Ausstellung in der Landesgalerie Oberösterreich. Hrsg. gem. m. Martin Hochleitner. Graz (Verlag Droschl) 2003. (320 Seiten) (darin der Aufsatz: Eine arbeitsteilige Sprache? Zur Repräsentation des Holocaust in Heimrad Bäckers Nachschrift. S. 262–268; auf Englisch auch in: New German Critique)
- Zur Metapher. Die Metapher in Philosophie, Wissenschaft und Literatur. (Hrsg. zus. m. Franz Josef Czernin). München, Paderborn: Wilhelm Fink Verlag 2007. (295 Seiten) (ISBN 978-3-7705-4214-7)
- „Gelenekle Deney / Experiment mit Tradition“. (Hrsg. zus. m. Erhan Altan). Türkisch/Deutsch. Istanbul: Pan Verlag 2008 (216 Seiten) (ISBN 978-9944-396-41-7)
- „'verschiedene sätze treten auf'. Die Wiener Gruppe in Aktion“. (Hrsg. zus. m. Juliane Vogel). Wien: Zsolnay Verlag 2008. (= Profile. Magazin des Österreichischen Literaturarchivs der Österreichischen Nationalbibliothek, Bd. 15). (264 Seiten) (ISBN 978-3-552-05444-8)
- Heimrad Bäcker. Hrsg. gem. m. Patrick Greaney u. Vincent Kling. 2009 als Sondernummer der Zeitschrift „Modern Austrian Literatur“ (auf Englisch)
- „Lob der Oberfläche. Zum Werk von Elfriede Jelinek“. (Hrsg. zus. m. Juliane Vogel). Paderborn: Wilhelm Fink Verlag 2010. (ISBN 978-3-7705-5004-3)
- „Seitenweise: Was das Buch ist“. Hrsg. v. Thomas Eder, Peter Plener und Samo Kobenter. Wien: Edition Atelier 2010. (ISBN 978-3-902498-33-5)
- „Erfundene Erinnerung. Literatur als Medium der Gedaechtnisbildung und -reflexion“. Hrsg. v. Thomas Eder. Linz: Adalbert-Stifter-Institut 2013. (ISBN 978-3-900424-82-4)
- "Dichtung für alle. Wiener Ernst Jandl Vorlesungen zur Poetik (Brigitte Kronauer, Alexander Nitzberg, Ferdinand Schmatz). (Hrsg. m. Kurt Neumann). Innsbruck: Haymon 2013. (ISBN 978-3-7099-7068-3)
- „Oswald Wiener: die verbesserung von mitteleuropa, roman“. Hrsg. u. m. e. Nachwort v. Thomas Eder. Salzburg: Jung und Jung 2013. (ISBN 978-3-99027-005-9)
- „Kosmöschen Steiger. Dominik Steiger als Künstler und Dichter“. Hrsg. v. Thomas Eder. Klagenfurt, Graz: Ritter 2014. (ISBN 978-3-85415-515-7)
- „Selbstbeobachtung. Oswald Wieners Denkpsychologie“. (Hrsg. m. Thomas Raab). Berlin: Suhrkamp 2015. (ISBN 978-3-518-12669-1)
- „Konrad Bayer. Texte – Bilder – Sounds“. (Hrsg. m. Klaus Kastberger). Wien: Zsolnay 2015. (ISBN 978-3-552-05745-6)
- "Anselm Glück. Porträtnummer der Zeitschrift "Die Rampe". Hrsg. v. Thomas Eder. Linz: Stifterhaus, Trauner Verlag 2015 (ISBN 978-3-99033-462-1)
- „Einfache Frage: Was ist gute Literatur?: Acht komplexe Korrespondenzen“. (Hrsg. m. F. Huber, Anna Kim, K. Neumann, H. Neundlinger). Wien: Sonderzahl 2016 (ISBN 978-3-85449-459-1)
- „Franz Josef Czernin“. Hrsg. v. Thomas Eder. München: edition text + kritik 2017 (ISBN 978-3-86916-625-4)
- „Dieter Roth. Zum literarischen Werk des Künstlerdichters“. Hrsg. v. Thomas Eder u. Florian Neuner. München: edition text + kritik 2021 (ISBN 978-3-96707-496-3)
- „Die Sprachkunst Gerhard Rühms“. Hrsg. v. Thomas Eder u. Paul Pechmann. München: edition text + kritik 2023 (ISBN 978-3-96707-492-5)
- „Oswald Wieners Theorie des Denkens. Gespräche und Essays zu Grundfragen der Kognitionswissenschaft“. Hrsg. v. Thomas Eder, Thomas Raab u. Michael Schwarz. Berlin, Boston: De Gruyter 2023 (https://doi.org/10.1515/9783110662870)
- „Oswald Wiener's Theory of Thought“. Ed. Thomas Eder, Thomas Raab, and Michael Schwarz. Berlin, Boston: De Gruyter 2023 (https://doi.org/10.1515/9783110662894)

## Preise und Auszeichnungen
- 1996 Theodor-Körner-Preis für Wissenschaft
- 2000 Förderpreis für Wissenschaft des Landes Oberösterreich
- 2002 Wissenschaftspreis der Österreichischen Gesellschaft für Germanistik
- 2008 Förderungspreis für Wissenschaft der Stadt Wien